# 武本俊彦
武本 俊彦（たけもと としひこ、1952年4月20日 - ）は、日本の農林水産官僚。新潟食料農業大学教授。

## 概要
東京都出身。1971年東京教育大学附属駒場高等学校卒業。1976年東京大学法学部卒業。農林省に入省。1992年、食糧庁総務課調査官兼企画課。1996年、構造改善局地域計画課長。1998年、食糧庁企画課長。2000年、大臣官房企画室長。2005年9月、衆議院調査局農林水産調査室首席調査員。2010年7月、内閣官房内閣審議官。2011年8月15日、農林水産政策研究所長。2013年3月退官。食と農の政策アナリスト。千葉大学園芸学部非常勤講師。環境エネルギー政策研究所シニアフェロー。野村アグリプランニング&アドバイザリー株式会社顧問。2018年4月1日、新潟食料農業大学教授。株式会社自然エネルギー市民ファンド監査役。2021年、開志専門職大学非常勤講師。

## 著書

### 単著
- 『食と農の「崩壊」からの脱出―食料・農業・農村政策を「マーケット・イン型、地域分散・ネットワーク型、納税者負担型」へ転換せよ』農林統計協会 ISBN 978-4541039040 (2013.01)

### 共著
- 金子勝『儲かる農業論エネルギー兼業農家のすすめ』集英社ISBN 978-4087207576（2014.10.17）
- 金子勝『日本再生の国家戦略を急げ!』小学館ISBN 978-4093881135 (2010.02.01)

## 論文
- 武本俊彦「自然エネルギー事業者と周辺住民との紛争を回避するための土地利用制度のあり方」『地域生活学研究』 2016年 07巻 pp.42-50, 地域生活学研究会、doi:10.20845/jircl.07.0_42。